# Eisenbahnunfall von Kreiensen
Der Eisenbahnunfall von Kreiensen am 31. Juli 1923 war der Auffahrunfall eines Schnellzuges auf seinen  Vorzug im Bahnhof Kreiensen. 48 Menschen kamen dabei ums Leben.

## Ausgangslage
Der D 88 Hamburg–München verkehrte in der Nacht vom 30. auf den 31. Juli 1923 mit einem Vorzug, dem DVz 88. Dieser Vorzug blieb gegen 4:00 Uhr morgens im Bahnhof Kreiensen wegen eines Maschinenschadens liegen.

## Unfallhergang
Der Lokomotivführer des Hauptzuges übersah, dass das Einfahrsignal in den Bahnhof „Halt“ gebot, fuhr mit Streckengeschwindigkeit in den Bahnhof ein und auf den dort stehenden Vorzug auf. Zahlreiche Wagen beider Züge wurden schwer beschädigt. Ein Wagen des Vorzuges knickte zwei Träger der Bahnsteigüberdachung ein, so dass diese einzustürzen drohte.

## Folgen
48 Menschen kamen bei dem Unfall ums Leben, 39 weitere wurden verletzt.
Der Lokomotivführer des Hauptzuges wurde zu einer Gefängnisstrafe von 18 oder 20 Monaten verurteilt. Der Strafprozess soll – zumindest teilweise – in der Bahnhofsgaststätte Kreiensen stattgefunden haben.
Gerhard Domagk, Pathologe, Bakteriologe und späterer Träger des Nobelpreises für Physiologie oder Medizin, reiste im letzten Wagen des Vorzuges, der von der Lokomotive des Hauptzuges zertrümmert wurde. Er überlebte nur, weil er ausgestiegen war, um sich etwas zu trinken zu holen. Auch Otto Modersohn entging dem Unglück nur knapp, da sein Zug wenige Stunden später dort eintraf.